# Bréxent-Énocq
Bréxent-Énocq est une commune française située dans le département du Pas-de-Calais en région Hauts-de-France. Ses habitants sont appelés les Bréxentois. Sa population est de 639 habitants au recensement de 2022. La commune est membre de la communauté d'agglomération des Deux Baies en Montreuillois.

## Géographie

### Localisation
Localisée dans le sud-ouest du département du Pas-de-Calais, Bréxent-Énocq est une commune de la vallée de la Canche située, à vol d'oiseau, à 5 km au nord-ouest de la commune de Montreuil-sur-Mer (chef-lieu d'arrondissement) et à 6 km à l'est de la commune d’Étaples.
Le territoire de la commune est limitrophe de ceux de huit communes.
Les communes limitrophes sont Longvilliers, Maresville, Recques-sur-Course, Saint-Josse, Tubersent, Attin, Beutin et La Calotterie.

### Géologie et relief
La superficie de la commune est de 7,27 km2 ; son altitude varie de 3  à   91 m.

### Hydrographie
Le territoire de la commune est situé dans le bassin Artois-Picardie.
La commune est traversée par cinq cours d'eau :
- la Canche, fleuve côtier d'une longueur de 100,22 km, qui prend sa source dans la commune de Gouy-en-Ternois et se jette dans la Manche entre Étaples et Le Touquet-Paris-Plage[4] ;
- la Dordogne, d'une longueur de 9,91 km, qui prend sa source dans la commune de Cormont et se jette dans la Canche au niveau de la commune[5] ;
- le Beutin, d'une longueur de 1,04 km[6] ;
- un cours d'eau au toponyme hydrographique inconnu, d'une longueur de 25,55 km[7] ;

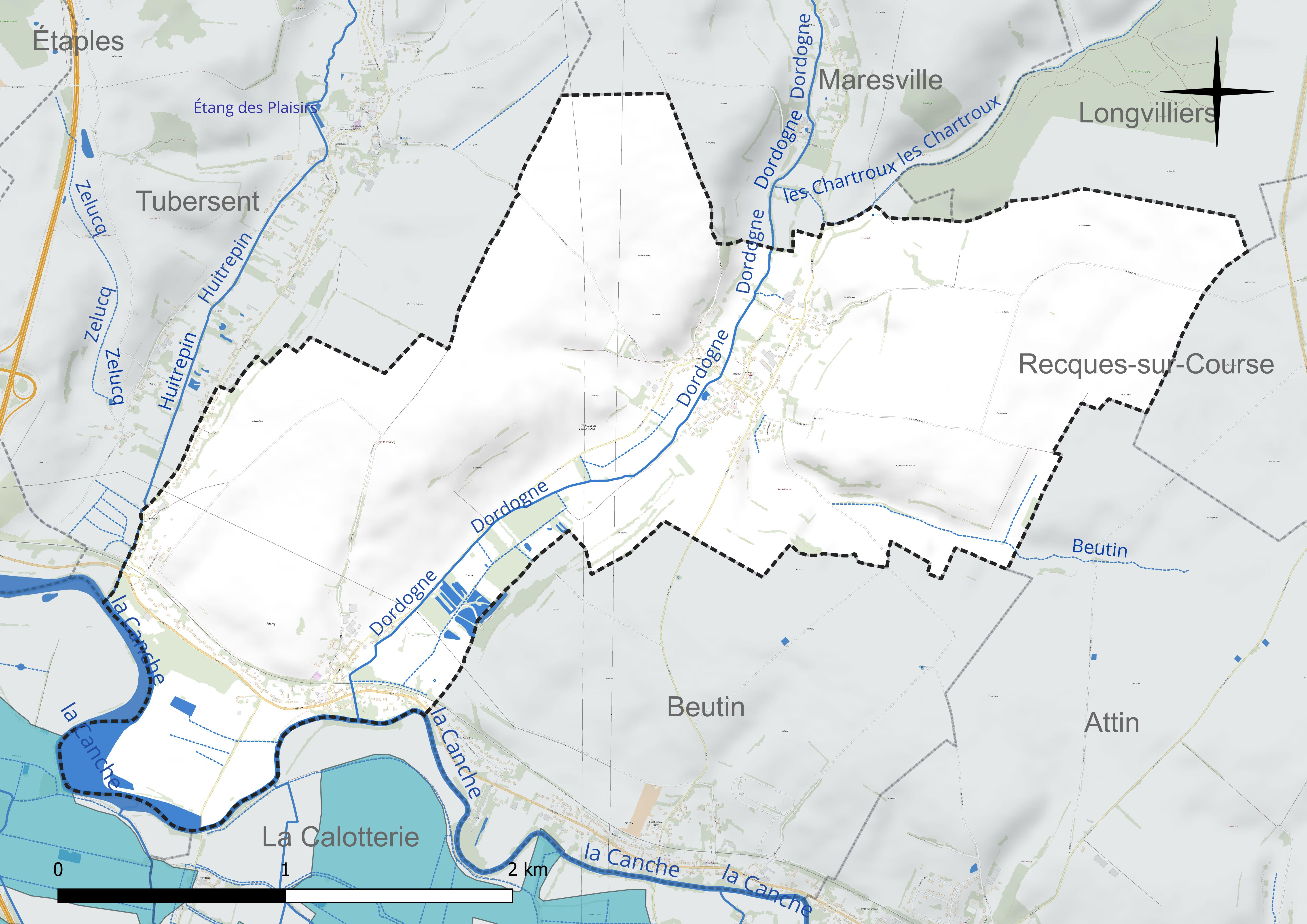
Réseau hydrographique de Bréxent-Énocq.

- un cours d'eau au toponyme hydrographique inconnu, d'une longueur de 1,36 km[8].

### Climat
Pour des articles plus généraux, voir Climat des Hauts-de-France et Climat du Pas-de-Calais.
En 2010, le climat de la commune est de type climat océanique franc, selon une étude du CNRS s'appuyant sur une série de données couvrant la période 1971-2000. En 2020, Météo-France publie une typologie des climats de la France métropolitaine dans laquelle la commune est exposée à un climat océanique et est dans la région climatique Côtes de la Manche orientale, caractérisée par un faible ensoleillement (1 550 h/an) ; forte humidité de l’air (plus de 20 h/jour avec humidité relative > 80 % en hiver), vents forts fréquents.
Pour la période 1971-2000, la température annuelle moyenne est de 10,4 °C, avec une amplitude thermique annuelle de 13 °C. Le cumul annuel moyen de précipitations est de 862 mm, avec 12,5 jours de précipitations en janvier et 8,4 jours en juillet. Pour la période 1991-2020, la température moyenne annuelle observée sur la station météorologique la plus proche, située sur la commune du Touquet-Paris-Plage à 10 km à vol d'oiseau, est de 11,2 °C et le cumul annuel moyen de précipitations est de 888,8 mm,. Pour l'avenir, les paramètres climatiques de la commune estimés pour 2050 selon différents scénarios d'émission de gaz à effet de serre sont consultables sur un site dédié publié par Météo-France en novembre 2022.

### Paysages
Pour un article plus général, voir Paysage en France.
La commune s'inscrit dans les « paysages montreuillois » tels qu'ils sont définis dans l'atlas de paysages de la région Nord-Pas-de-Calais, conçu par la direction régionale de l'Environnement, de l'Aménagement et du Logement (DREAL),.
Les « paysages montreuillois », qui concernent 98 communes, se délimitent : à l'ouest par des falaises qui, avec le recul de la mer, ont donné naissance aux bas-champs ourlées de dunes ; au nord par la boutonnière du Boulonnais ; au sud par le vaste plateau formé par la vallée de l'Authie, et à l'est par les paysages du Ternois et du Haut-Artois. Les « paysages montreuillois », avec, dans leur axe central, la vallée de la Canche et ses nombreux affluents comme la Course, la Créquoise, la Planquette…, offrent une alternance de vallées et de plateaux, appelés « ondulations montreuilloises ». Dans ces paysages, et plus particulièrement sur les plateaux, on cultive la betterave sucrière, le blé et le maïs et les plateaux entre la Ternoise et la Créquoise sont couverts de vastes massifs forestiers comme la forêt d'Hesdin-la-Forêt, les bois de Fressin, Sains-lès-Fressin, Créquy….
L’occupation des sols de la surface totale de ces « paysages montreuillois » est de 59,07 % de cultures, de 21,55 % de prairies naturelles, permanentes, de 12,02 % de forêts et de milieux semi-naturels, de 5,79 % d'espaces artificialisés avec les communes principales d'Étaples et Montreuil-sur-Mer, de 0,38 % de cours d'eau et plan d'eau, 0,41 % d'espaces industriels et de friches industrielles et de 0,14 % d’espaces dunaires.

### Milieux naturels et biodiversité

#### Zones naturelles d'intérêt écologique, faunistique et floristique
L’inventaire des zones naturelles d'intérêt écologique, faunistique et floristique (ZNIEFF) a pour objectif de réaliser une couverture des zones les plus intéressantes sur le plan écologique, essentiellement dans la perspective d’améliorer la connaissance du patrimoine naturel national et de fournir aux différents décideurs un outil d’aide à la prise en compte de l’environnement dans l’aménagement du territoire.
Le territoire communal comprend  une ZNIEFF de type 1 : le bois de Longvilliers. Ce bois est situé sur le flanc d’une creuse assez importante, aux versants abruptes dans la partie amont, qui s’élargissent ensuite dans les parties moyenne et aval.
et une ZNIEFF de type 2 :
la basse vallée de la Canche et ses versants en aval d’Hesdin. Cette ZNIEFF s’étend en aval d’Hesdin jusqu’à son embouchure à Étaples. Elle souligne la dépression synclinale isolant les hautes terres Artésiennes du vaste plateau picard.

Carte des ZNIEFF de type 1 et 2 sur la commune
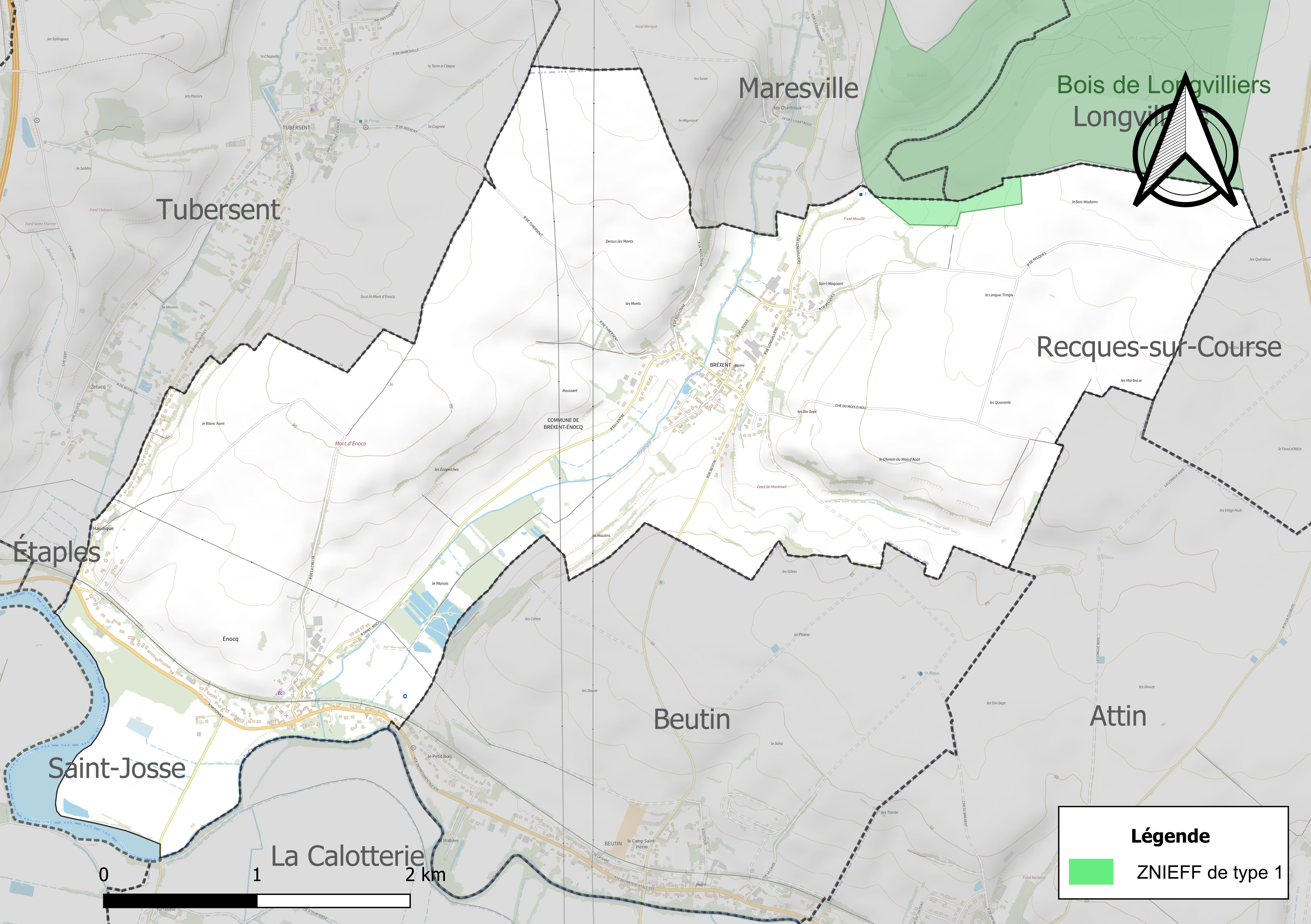
Carte de la ZNIEFF de type 1 sur la commune.
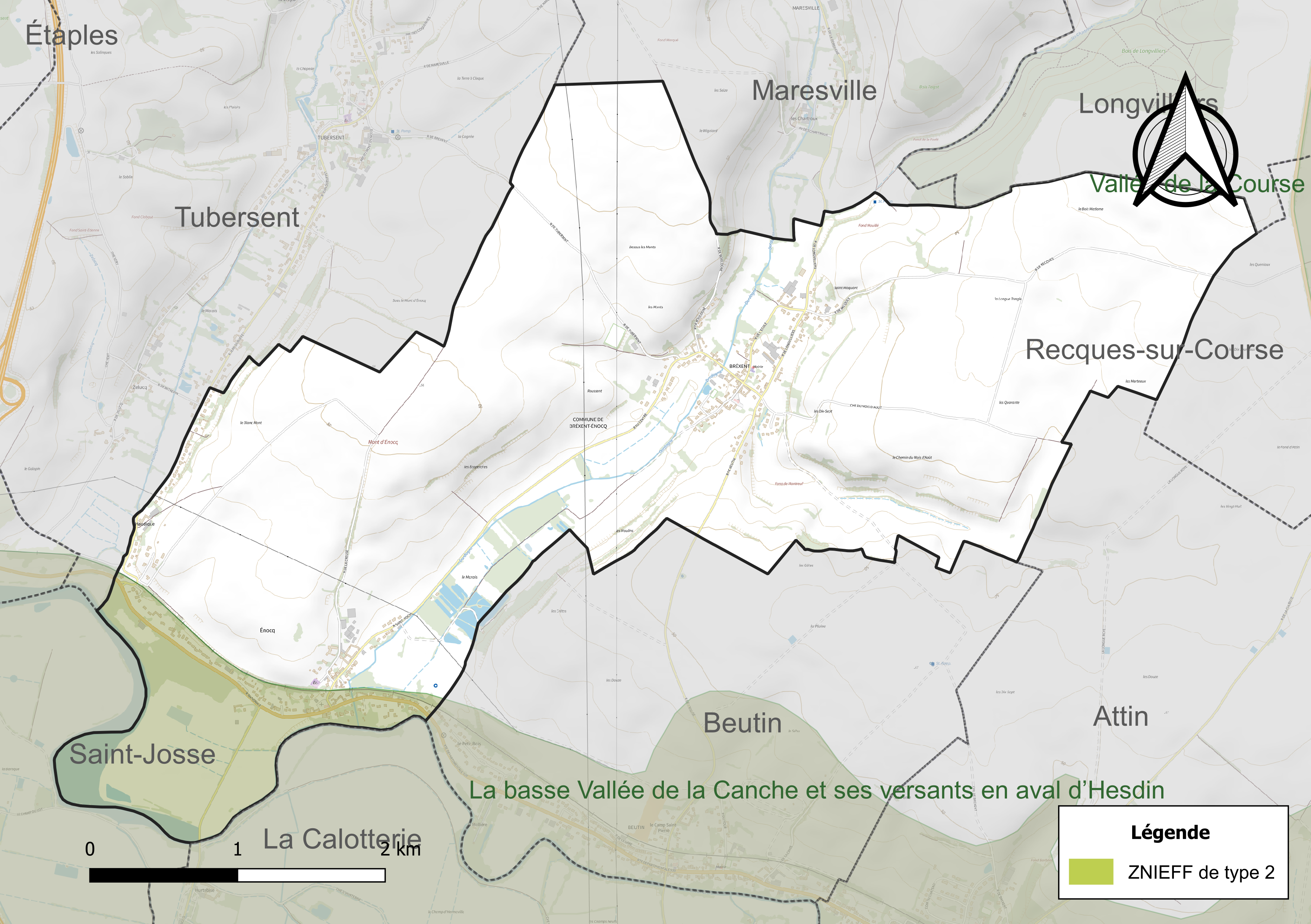
Carte de la ZNIEFF de type 2 sur la commune.

#### Inventaire national du patrimoine géologique
Le territoire communal comprend le site de l'estuaire de la Canche. il est inscrit à l'inventaire national du patrimoine géologique.

## Urbanisme

### Typologie
Au 1er janvier 2024, Bréxent-Énocq est catégorisée commune rurale à habitat dispersé, selon la nouvelle grille communale de densité à sept niveaux définie par l'Insee en 2022.
Elle appartient à l'unité urbaine de Montreuil-sur-Mer, une agglomération intra-départementale regroupant neuf  communes, dont elle est une commune de la banlieue,,. Par ailleurs la commune fait partie de l'aire d'attraction d'Étaples - Le Touquet-Paris-Plage, dont elle est une commune de la couronne,. Cette aire, qui regroupe 21 communes, est catégorisée dans les aires de moins de 50 000 habitants,.

### Occupation des sols
L'occupation des sols de la commune, telle qu'elle ressort de la base de données européenne d’occupation biophysique des sols Corine Land Cover (CLC), est marquée par l'importance des territoires agricoles (93,2 % en 2018), une proportion sensiblement équivalente à celle de 1990 (93,8 %). La répartition détaillée en 2018 est la suivante : 
terres arables (65,9 %), prairies (27,3 %), zones urbanisées (6,8 %). L'évolution de l’occupation des sols de la commune et de ses infrastructures peut être observée sur les différentes représentations cartographiques du territoire : la carte de Cassini (XVIIIe siècle), la carte d'état-major (1820-1866) et les cartes ou photos aériennes de l'IGN pour la période actuelle (1950 à aujourd'hui).

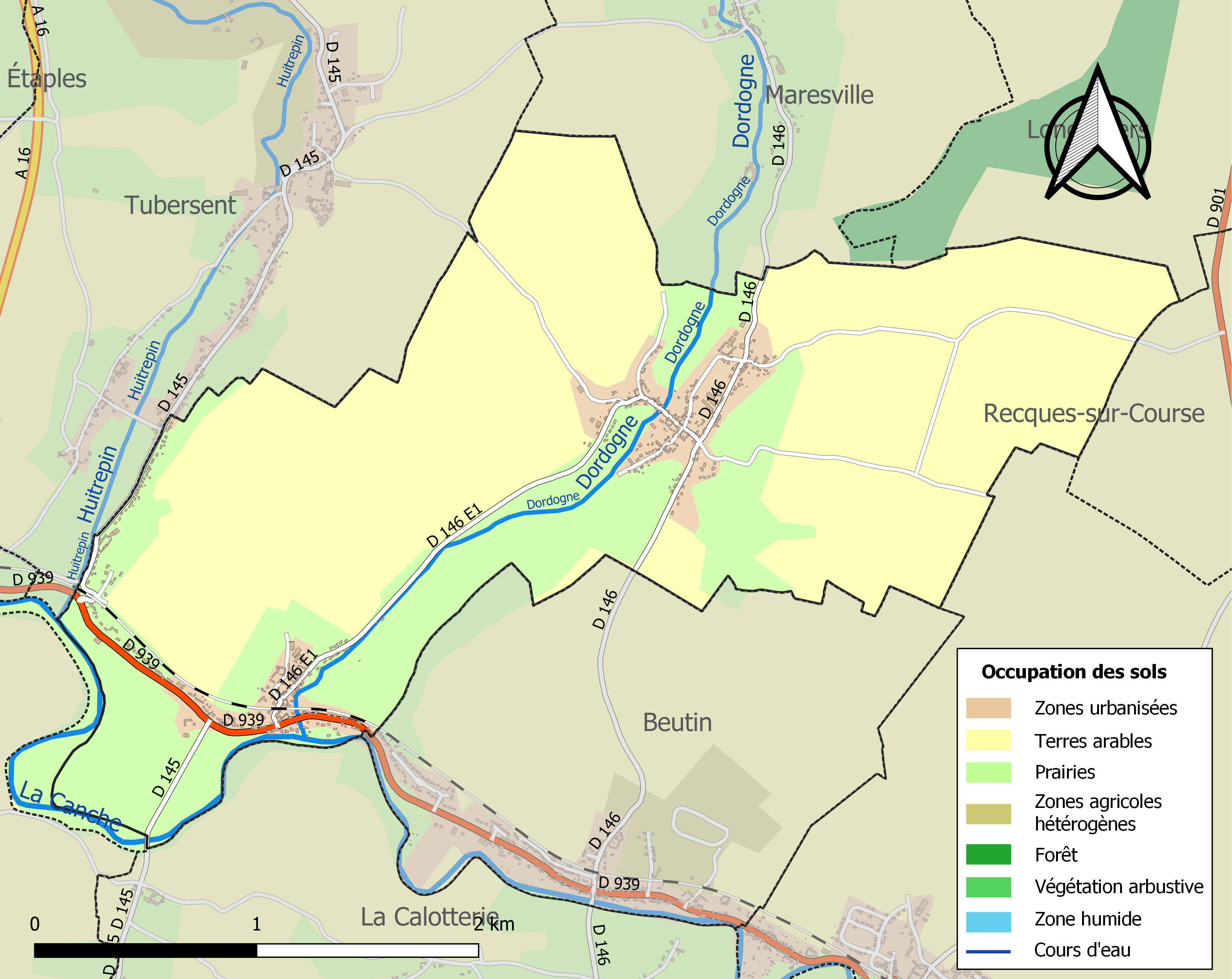
Carte des infrastructures et de l'occupation des sols de la commune en 2018 (CLC).

### Lieux-dits, hameaux et écarts
La commune est constituée de deux villages distants de deux kilomètres environ, Bréxent et Énocq, qui disposent chacun de leur église et de leur cimetière.

#### Voies de communication

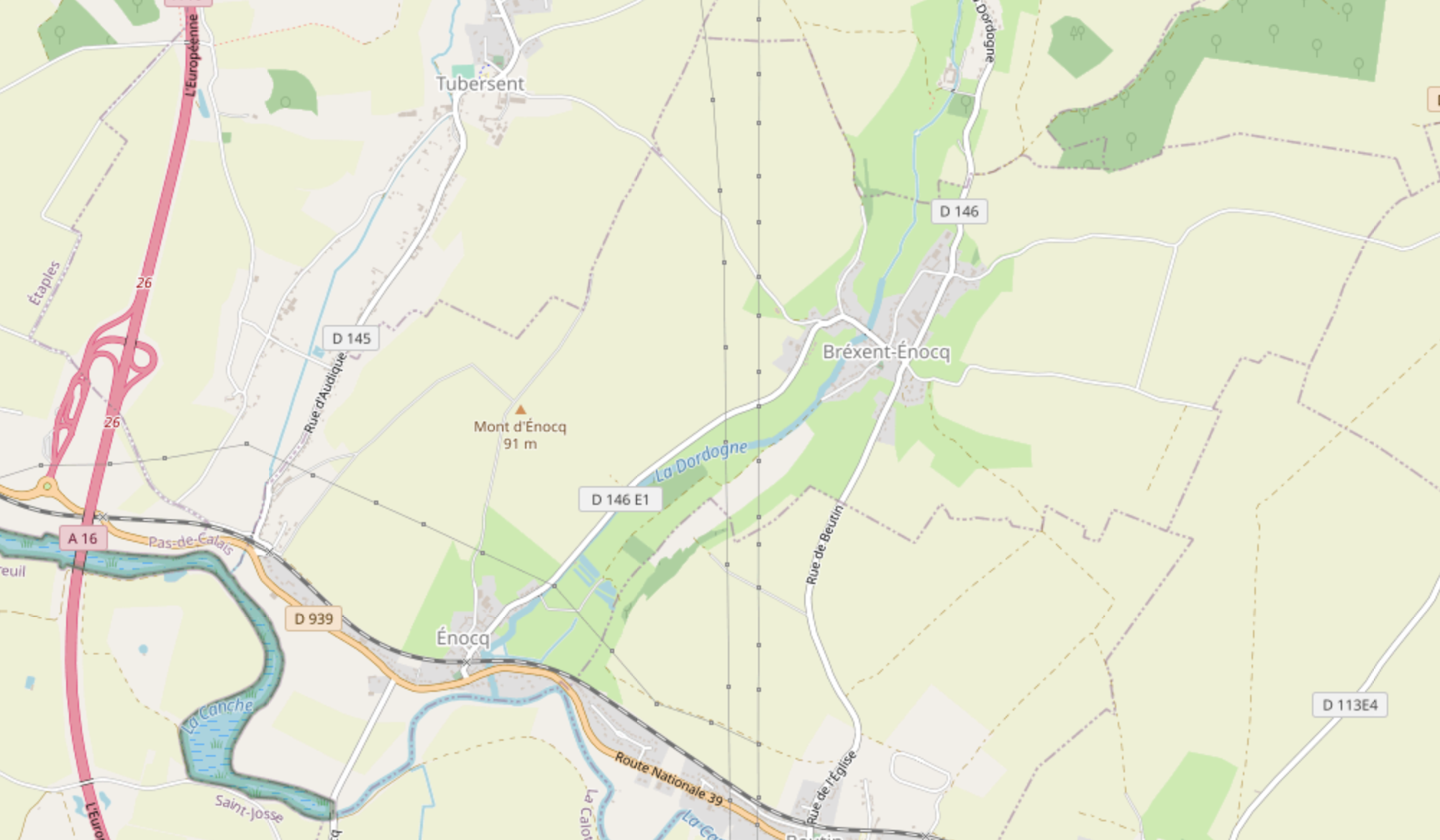
Voies de communication (routières et ferroviaire).

La commune est proche de l'autoroute A16 (5 km), qui relie la région Île-de-France à la frontière franco-belge, elle est desservie, au sud, par la sortie no 26 « Étaples - Le Touquet ».

#### Transport ferroviaire
La commune se trouve à 8 km de la gare d'Étaples - Le Touquet située sur deux lignes de chemin de fer : la ligne Paris-Boulogne et la ligne de Saint-Pol-sur-Ternoise à Étaples. La gare est desservie par des TGV, qui permettent de rejoindre les gares de Boulogne, Calais, Lille et Paris, par des Intercités vers Boulogne, Amiens et Paris et de nombreux TER Nord-Pas-de-Calais.

#### Transport aérien
La commune est située à proximité de l'aéroport du Touquet-Côte d'Opale (11 km).

### Risques naturels et technologiques

#### Risque sismique
Le risque sismique est « très faible » sur l'ensemble du territoire communal (zone 1 sur 5 du zonage mis en place en mai 2011), la majorité des communes du Pas-de-Calais étant en risque « faible » (zone 2 sur 5).

#### Risque inondation
La commune n'est pas exposé à un risque important d'inondation, aucun mouvement de terrain ou de présence de cavité souterraine n'est recensé, le potentiel radon est faible et l'exposition au retrait-gonflement des sols argileux dans la commune est avéré.
À la suite d'inondations, coulées de boue et effets exceptionnels dus aux précipitations qui se sont produits le 14 janvier 2021, la commune est reconnue en état de catastrophe naturelle par arrêté du 19 février 2021.
À la suite du passage des tempêtes Ciarán, Domingos et Elisa et des inondations et coulées de boue qui se sont produites, la commune est reconnue, par arrêté du 14 novembre 2023, en état de catastrophe naturelle pour inondations et coulées de boue sur la période du 2 au 12 novembre 2023, comme 179 autres communes du département.

#### Risques technologiques
La commune est à plus de 20 km d'une centrale nucléaire. Les centrales nucléaires françaises les plus proches, productrices de la grande majorité de l'électricité fournie à la commune, sont celles de Gravelines et Penly (chacune à environ 70 km au nord et au sud), à noter que la centrale de Dungeness, en Angleterre, est située à 80 km.
Une seule installation industrielle est présente sur la commune.
Une canalisations de matières dangereuses est recensée dans la commune.

## Toponymie

### Bréxent
Bréxent absorbe Énocq entre 1790 et 1794.
Le nom de la localité est attesté sous les formes Brekelesent en 1151 ; Brechelessem en 1170 ; Brescelessen en 1182 ; Brekenesem en 1196 ; Berquesen en 1313 ; Bresquesen en 1314 ; Brekelessent en 1339 ; Breqlesans et Bréquelissant en 1361 ; Brekelsent en 1362 ; Brecquelsent en 1392 ; Brecqtressent en 1452 ; Brequelessent en 1464; Bresclessent en 1477 ; Breucqsent vers 1512 ; Brecquessent et Brexen en 1559 ; Brecquesen en 1598 ; Brequesan en 1613 ; Bréquezent en 1739 ; Bréquesent en 1743 ; Brecquessens en 1774, Brequesent (1793), Brexent et Enocq ; Bréxent-Énocq depuis 1801.
Peut-être du néerlandais broec « marais », suivi d’un élément obscur ou formation de type germanique *Brakilas haim « habitation de Brakilo ».

### Énocq
Attesté sous les formes Anoch au XIIe siècle, Anoc en 1248, Anok en 1373, Anocq 1477, Ennocq en 1537, Annoc en 1588, Hénocq en 1725, Énoq en 1739, Énoch en 1773.
Maurits Gysseling ne se prononce pas sur l'étymologie d’Énocq, signe qu'il en ignore l'origine. On note cependant le passage du groupe initial An- à En(n)- dans de nombreux toponymes régionaux comme Ennecourt (Camphin-en-Carembault, Nord, Anacurt 1183) ; Ennequin (Loos, Nord, Anakin 1147) ; Ennemain (Somme, Anemagn 1170), etc.

## Histoire
Une voie romaine reliant Lillebonne à Boulogne-sur-Mer passait, selon certains érudits, par Brexent. Elle venait d'Attin et allait à Frencq, passant près de Tubersent.
Jean de Longvilliers, bâtard d'Engontsend, seigneur sur la commune actuelle de Bréxent-Enocq, trouve la mort à la bataille d'Azincourt en 1415.
Les communes de Bréxent et Énocq fusionnent en 1790,.

## Politique et administration

### Découpage territorial
La commune se trouve dans l'arrondissement de Montreuil du département du Pas-de-Calais, depuis 1801.

#### Commune et intercommunalités
La commune a fait partie, de 1999 à 2016, de la Communauté de communes mer et terres d'Opale et, depuis le 1er janvier 2017, elle fait partie de la Communauté d'agglomération des Deux Baies en Montreuillois dont le siège est basé à Montreuil-sur-Mer. Cette communauté d'agglomération regroupe 46 communes et compte 65 760 habitants en 2021.

#### Circonscriptions administratives
La commune faisait partie du canton d'Étaples, depuis la loi du 22 décembre 1789 reprise par la constitution de 1791, qui divise le royaume (la République en septembre 1792), en communes, cantons, districts et départements.
Dans le cadre du redécoupage cantonal de 2014 en France, elle reste rattachée au canton d'Étaples.

#### Circonscriptions électorales
Pour l'élection des députés, la commune fait partie, depuis 1986, de la quatrième circonscription du Pas-de-Calais.

### Élections municipales et communautaires

#### Liste des maires
| Période                                  | Période                      | Identité     | Étiquette | Qualité                                                                              |
| ---------------------------------------- | ---------------------------- | ------------ | --------- | ------------------------------------------------------------------------------------ |
| Les données manquantes sont à compléter. |                              |              |           |                                                                                      |
| mars 2001                                | En cours (au 3 février 2022) | Michel Hédin |           | Agriculteur retraité Réélu pour le mandat 2014-2020, Réélu pour le mandat 2020-2026, |

## Équipements et services publics

### Espaces publics
Les jardins du manoir d'Hénocq créés en 2001 sur un ancien fief féodal, à l'arrière d'un manoir du XVIe siècle et situés au 7, rue de la Creuse, ont été labellisés jardin remarquable par le ministère de la Culture en 2015.

### Justice, sécurité, secours et défense
La commune dépend du tribunal de proximité de Montreuil, du conseil de prud'hommes de Boulogne-sur-Mer, du tribunal judiciaire de Boulogne-sur-Mer, de la cour d'appel de Douai, du tribunal de commerce de Boulogne-sur-Mer, du tribunal administratif de Lille, de la cour administrative d'appel de Douai et du tribunal pour enfants de Boulogne-sur-Mer.

## Population et société
Les habitants de la commune sont appelés les Bréxentois.

### Démographie

#### Évolution démographique
L'évolution du nombre d'habitants est connue à travers les recensements de la population effectués dans la commune depuis 1793. Pour les communes de moins de 10 000 habitants, une enquête de recensement portant sur toute la population est réalisée tous les cinq ans, les populations de référence des années intermédiaires étant quant à elles estimées par interpolation ou extrapolation. Pour la commune, le premier recensement exhaustif entrant dans le cadre du nouveau dispositif a été réalisé en 2005.

En 2022, la commune comptait 639 habitants, en évolution de −7,12 % par rapport à 2016 (Pas-de-Calais : −0,72 %, France hors Mayotte : +2,11 %).
| 1793 | 1800 | 1806 | 1821 | 1831 | 1836 | 1841 | 1846 | 1851 |
| ---- | ---- | ---- | ---- | ---- | ---- | ---- | ---- | ---- |
| 285  | 310  | 315  | 382  | 438  | 390  | 394  | 392  | 374  |

| 1856 | 1861 | 1866 | 1872 | 1876 | 1881 | 1886 | 1891 | 1896 |
| ---- | ---- | ---- | ---- | ---- | ---- | ---- | ---- | ---- |
| 357  | 370  | 359  | 354  | 369  | 356  | 371  | 361  | 344  |

| 1901 | 1906 | 1911 | 1921 | 1926 | 1931 | 1936 | 1946 | 1954 |
| ---- | ---- | ---- | ---- | ---- | ---- | ---- | ---- | ---- |
| 380  | 352  | 316  | 303  | 258  | 273  | 278  | 303  | 333  |

| 1962 | 1968 | 1975 | 1982 | 1990 | 1999 | 2005 | 2006 | 2010 |
| ---- | ---- | ---- | ---- | ---- | ---- | ---- | ---- | ---- |
| 354  | 347  | 340  | 419  | 554  | 577  | 610  | 614  | 673  |

| 2015 | 2020 | 2022 | - | - | - | - | - | - |
| ---- | ---- | ---- | - | - | - | - | - | - |
| 687  | 642  | 639  | - | - | - | - | - | - |

#### Pyramide des âges
En 2018, le taux de personnes d'un âge inférieur à 30 ans s'élève à 30,5 %, soit en dessous de la moyenne départementale (36,7 %). À l'inverse, le taux de personnes d'âge supérieur à 60 ans est de 29,4 % la même année, alors qu'il est de 24,9 % au niveau départemental.
En 2018, la commune comptait 336 hommes pour 332 femmes, soit un taux de 50,3 % d'hommes, légèrement supérieur au taux départemental (48,5 %).
Les pyramides des âges de la commune et du département s'établissent comme suit.
| Hommes | Classe d’âge | Femmes |
| ------ | ------------ | ------ |
| 0,0    | 90 ou +      | 0,9    |
| 5,0    | 75-89 ans    | 7,2    |
| 23,2   | 60-74 ans    | 22,6   |
| 22,0   | 45-59 ans    | 20,4   |
| 17,6   | 30-44 ans    | 20,1   |
| 14,6   | 15-29 ans    | 12,9   |
| 17,6   | 0-14 ans     | 16,0   |

| Hommes | Classe d’âge | Femmes |
| ------ | ------------ | ------ |
| 0,5    | 90 ou +      | 1,6    |
| 5,6    | 75-89 ans    | 8,9    |
| 16,7   | 60-74 ans    | 18,1   |
| 20,2   | 45-59 ans    | 19,2   |
| 18,9   | 30-44 ans    | 18,1   |
| 18,2   | 15-29 ans    | 16,2   |
| 19,9   | 0-14 ans     | 17,9   |

### Manifestations culturelles et festivités
La place de l'Apogée accueille tous les ans un rassemblement tunning aux alentours de fin avril-début mai, organisé par l'association "Tunning en folie" présidé par Jean Etrot depuis 1995.

## Économie

### Revenus de la population et fiscalité
En 2018, le revenu fiscal médian par ménage, de Bréxent-Énocq, est de 21 890 €, pour un revenu fiscal médian en métropole de 21 730 €.

### Emploi
Bréxent-Énocq fait partie, selon l'INSEE, de l'unité urbaine, de la zone d’emploi et du bassin de vie de Berck et de l'aire d'attraction des villes de Étaples - Le Touquet-Paris-Plage.
Dans la catégorie des 15 à 64 ans, en 2018, la commune est composée de 26,1 % d'inactifs, en baisse de 2,5 points depuis 2008 (25,7 % pour la métropole), qui se décompose en retraités et pré-retraités (11,6 %) et élèves, étudiants et stagiaires non rémunérés (8,6 %) et autres inactifs (5,9 %).
En 2018, le taux de chômage est de 9,7 % (13,7% en France métropolitaine) alors qu'il était de 12,1 % en 2013. Sur 100 actifs domiciliés sur la commune, 89 travaillent dans une autre commune,,.

### Entreprises et commerces
Au 31 décembre 2018, Bréxent-Énocq comptait 29 établissements (hors agriculture) : 3 dans l'industrie manufacturière, industrie extractive et autres, 3 dans la construction, 11 dans le commerce de gros et de détail, transports, hébergement et restauration, 2 dans l'activité financière et d'assurance, 2 dans l'activité immobilière, 6 dans l'activité spécialisée, scientifique et technique et activité de service administratif et de soutien, 1 dans l'administration publique, enseignement, santé humaine et action sociale et 1 dans les autres activités de services.
En 2020, 5 entreprises ont été créées.
La commune ne dispose pas de marché de plein-air, le marché le plus proche est situé dans la commune d'Étaples.

## Culture locale et patrimoine

### Lieux et monuments

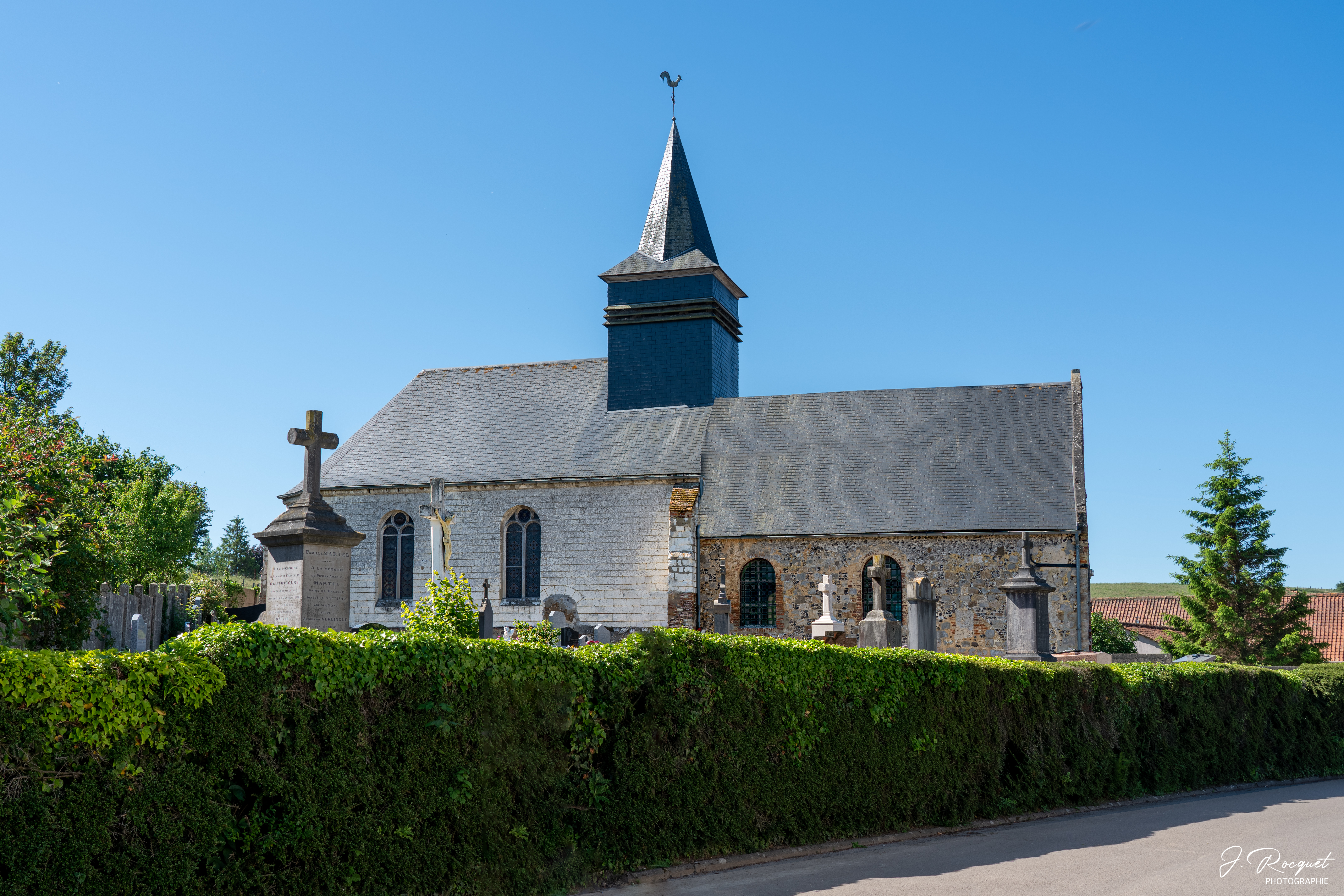
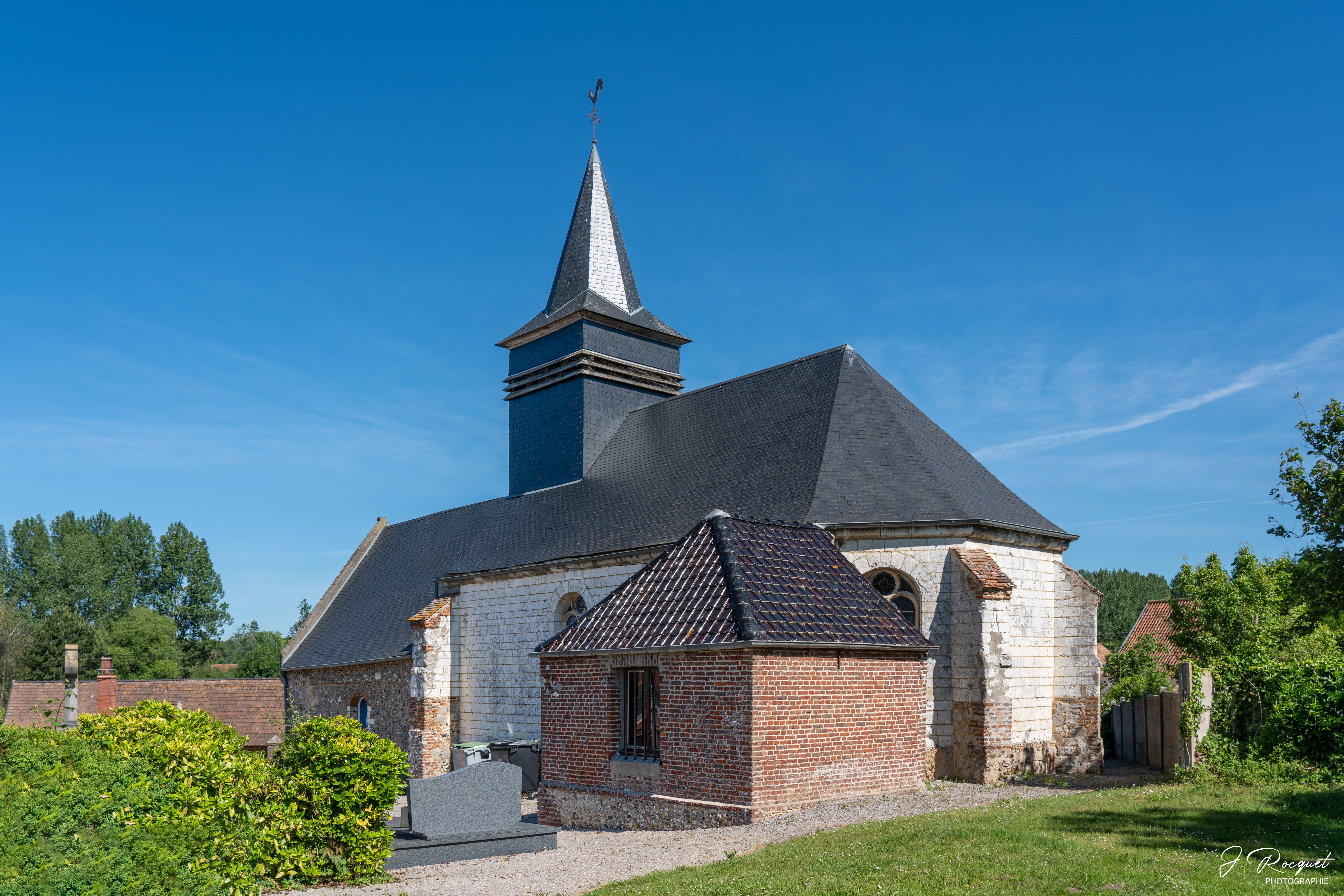
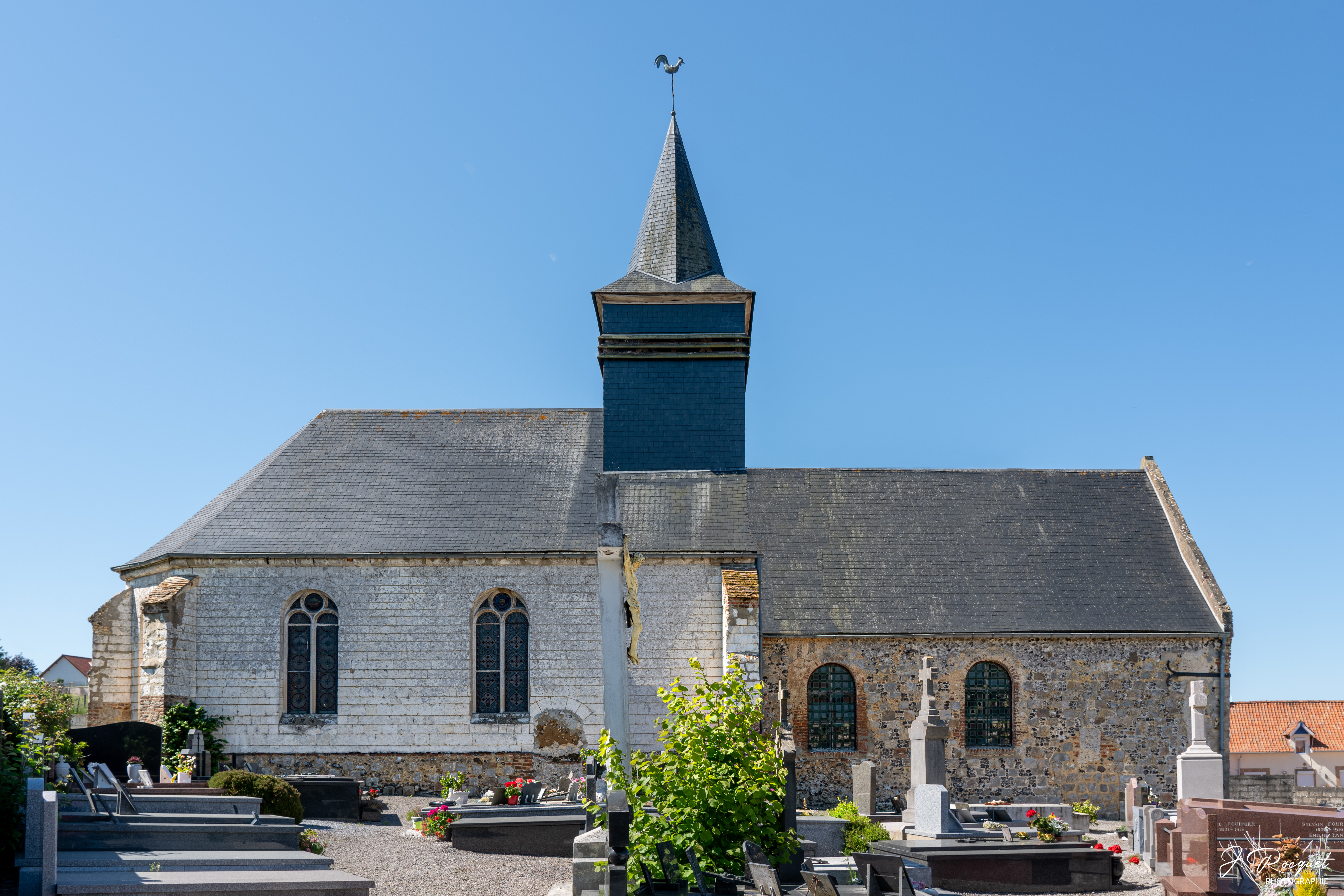
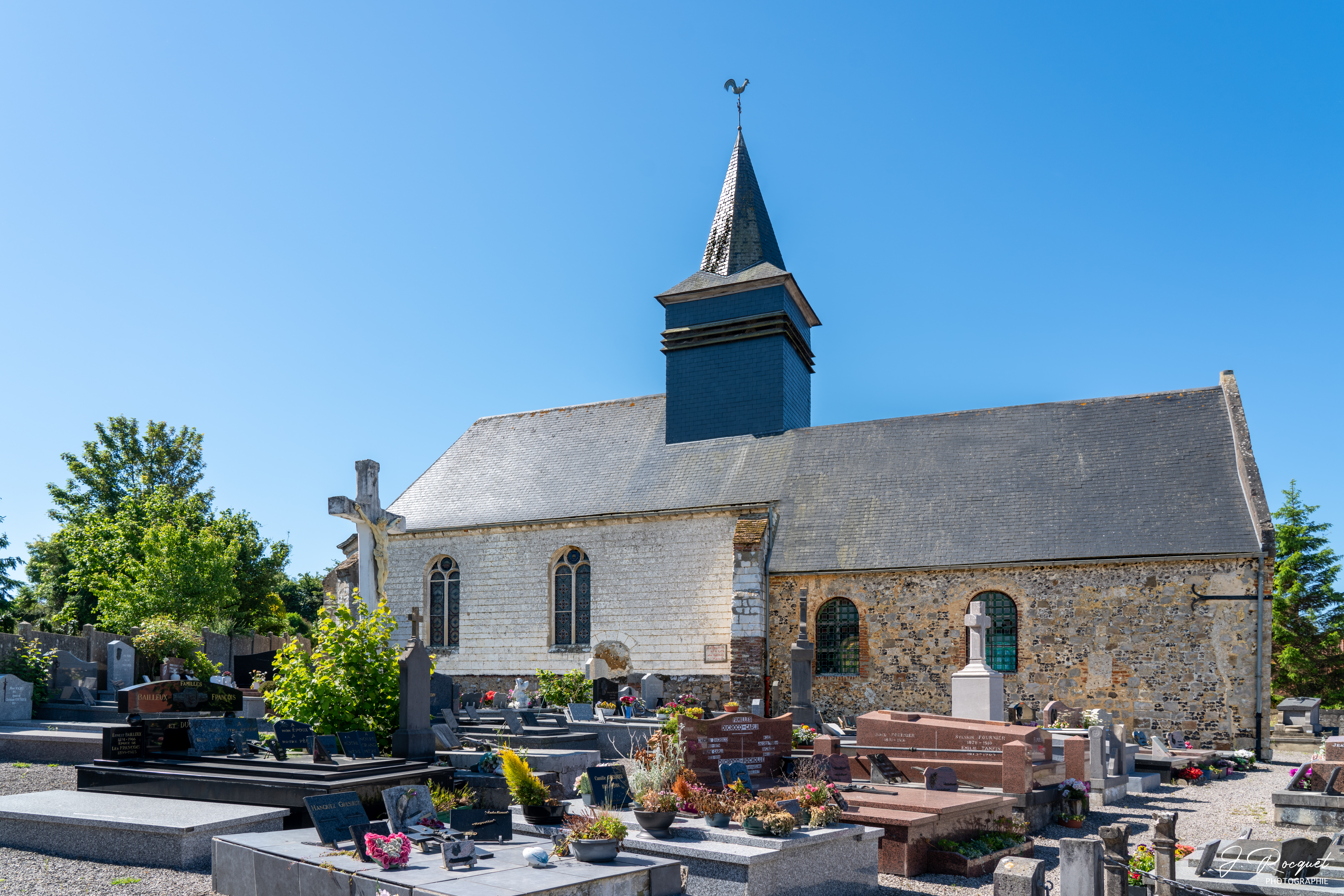
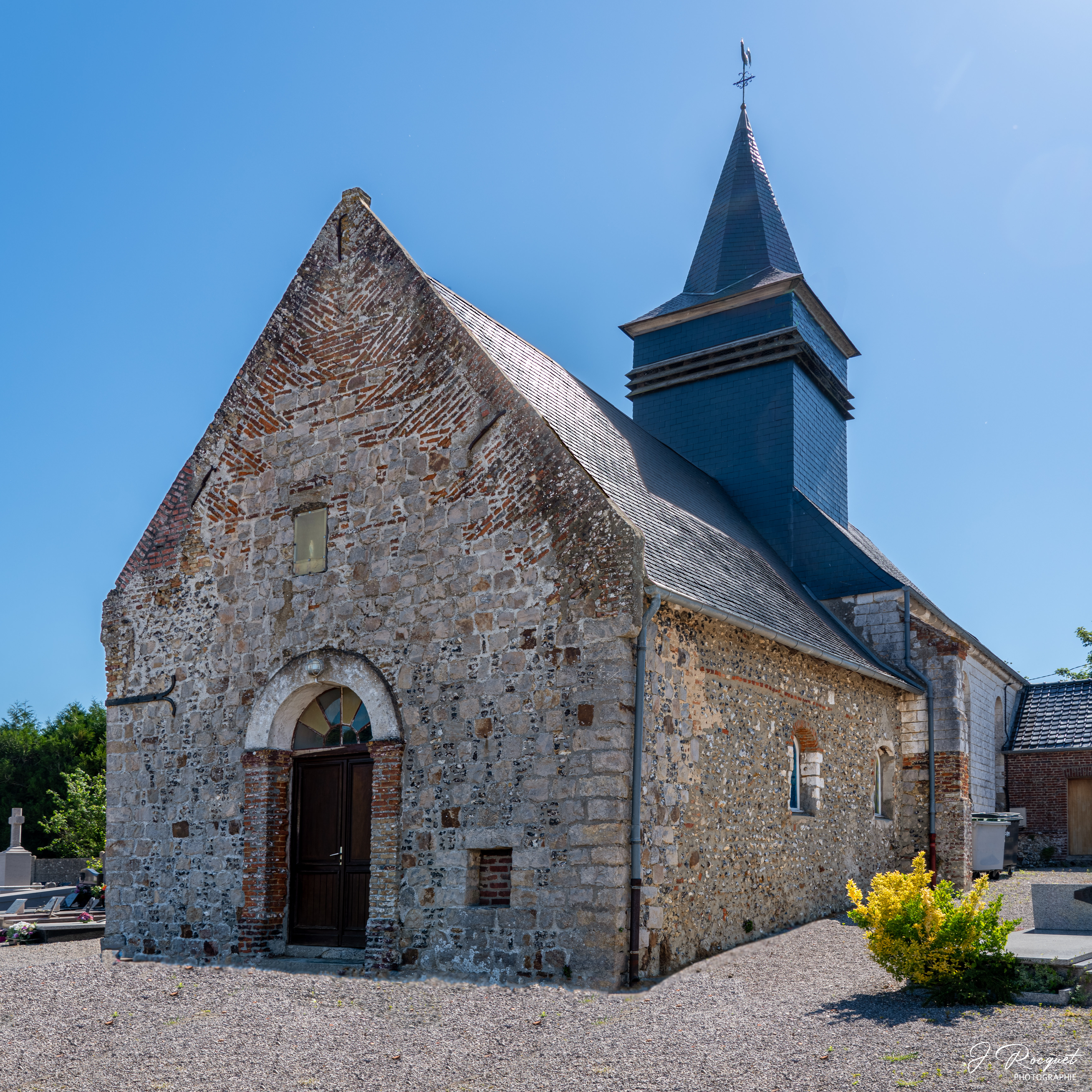

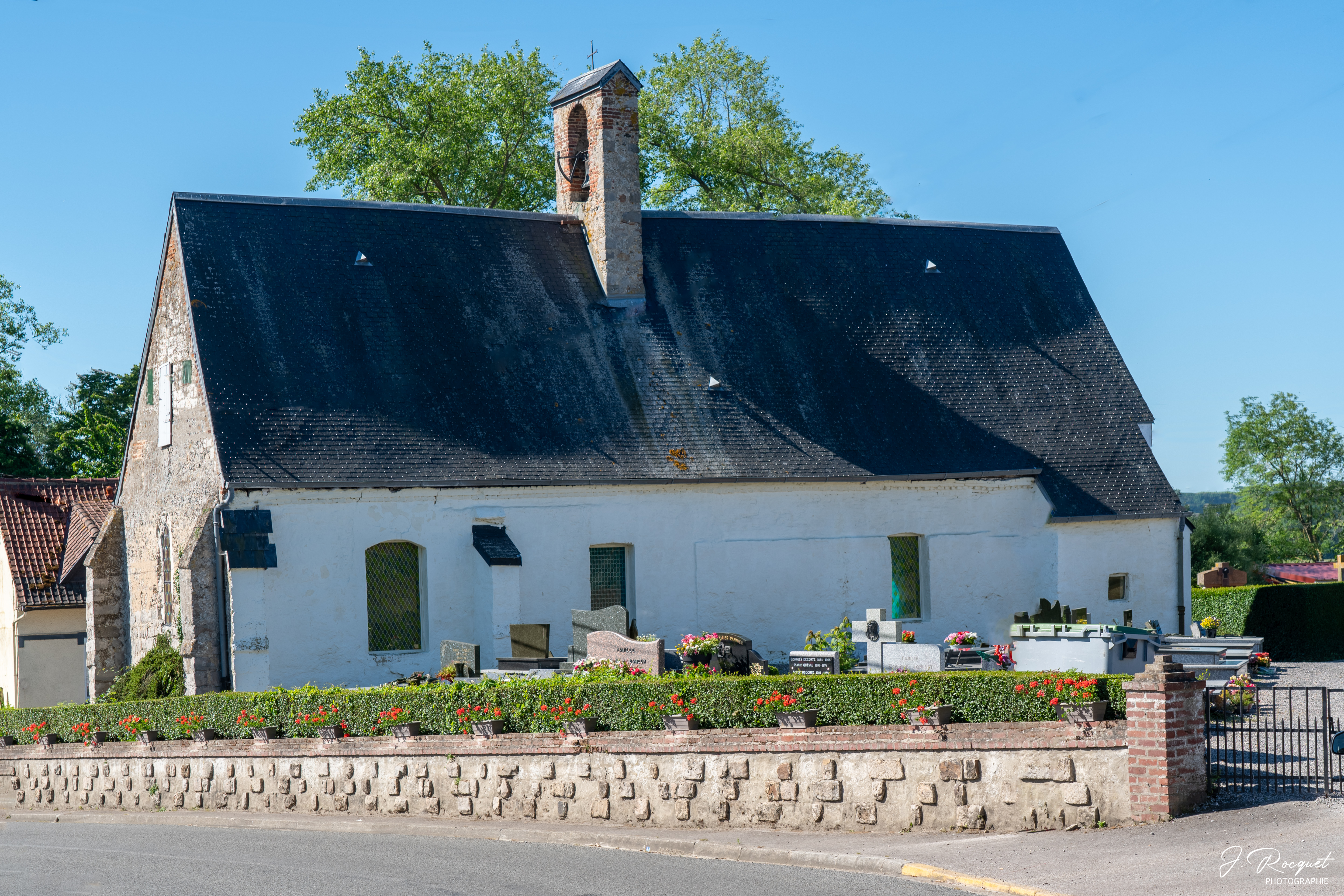
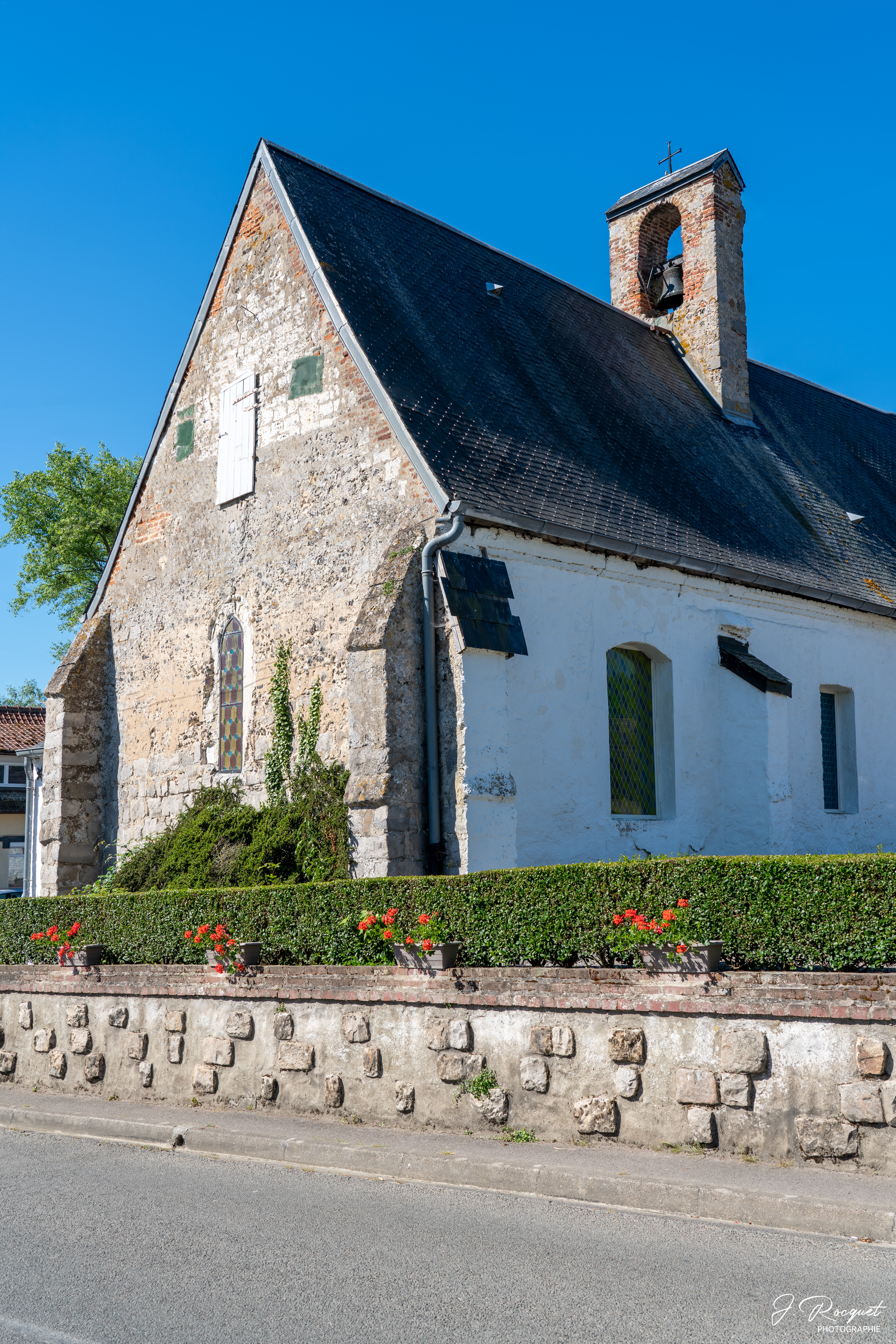
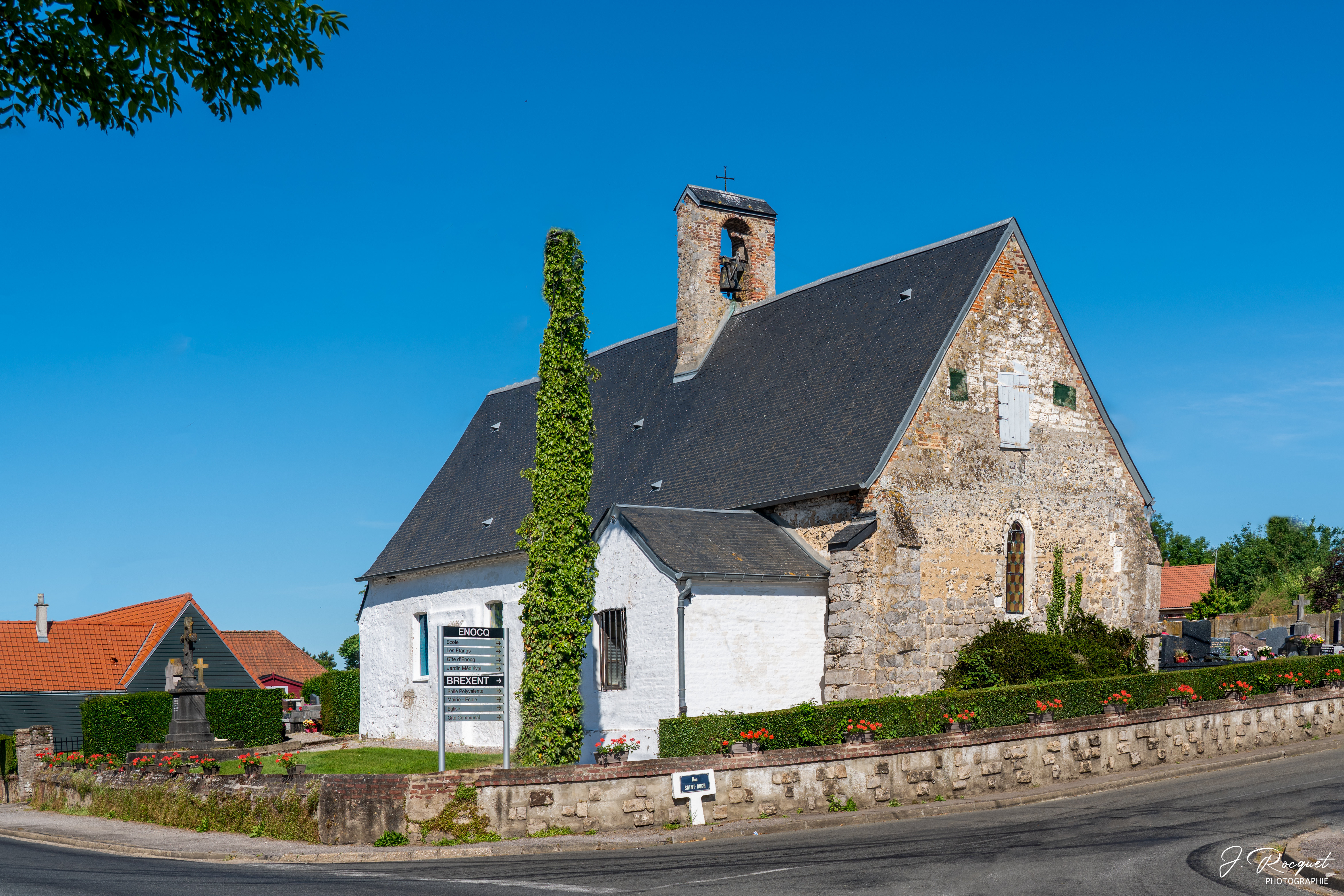
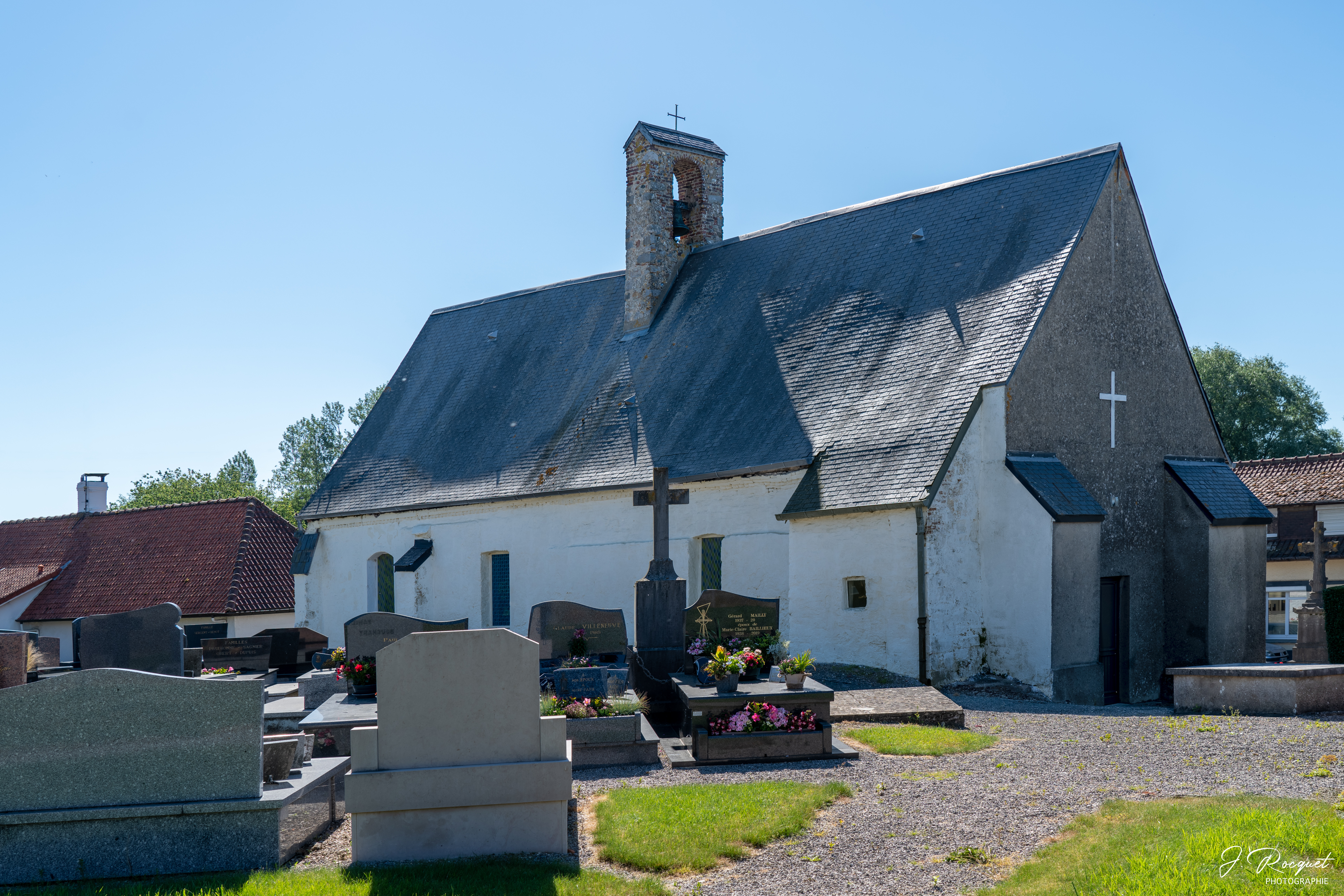

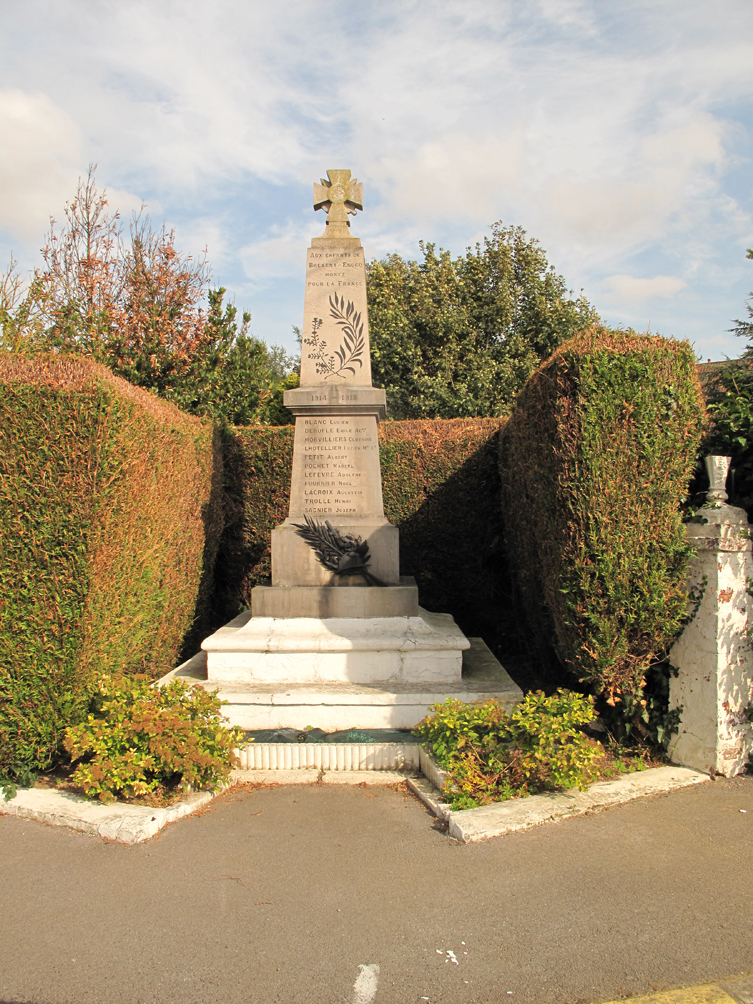

- L'église Saint-Brice de Bréxent.

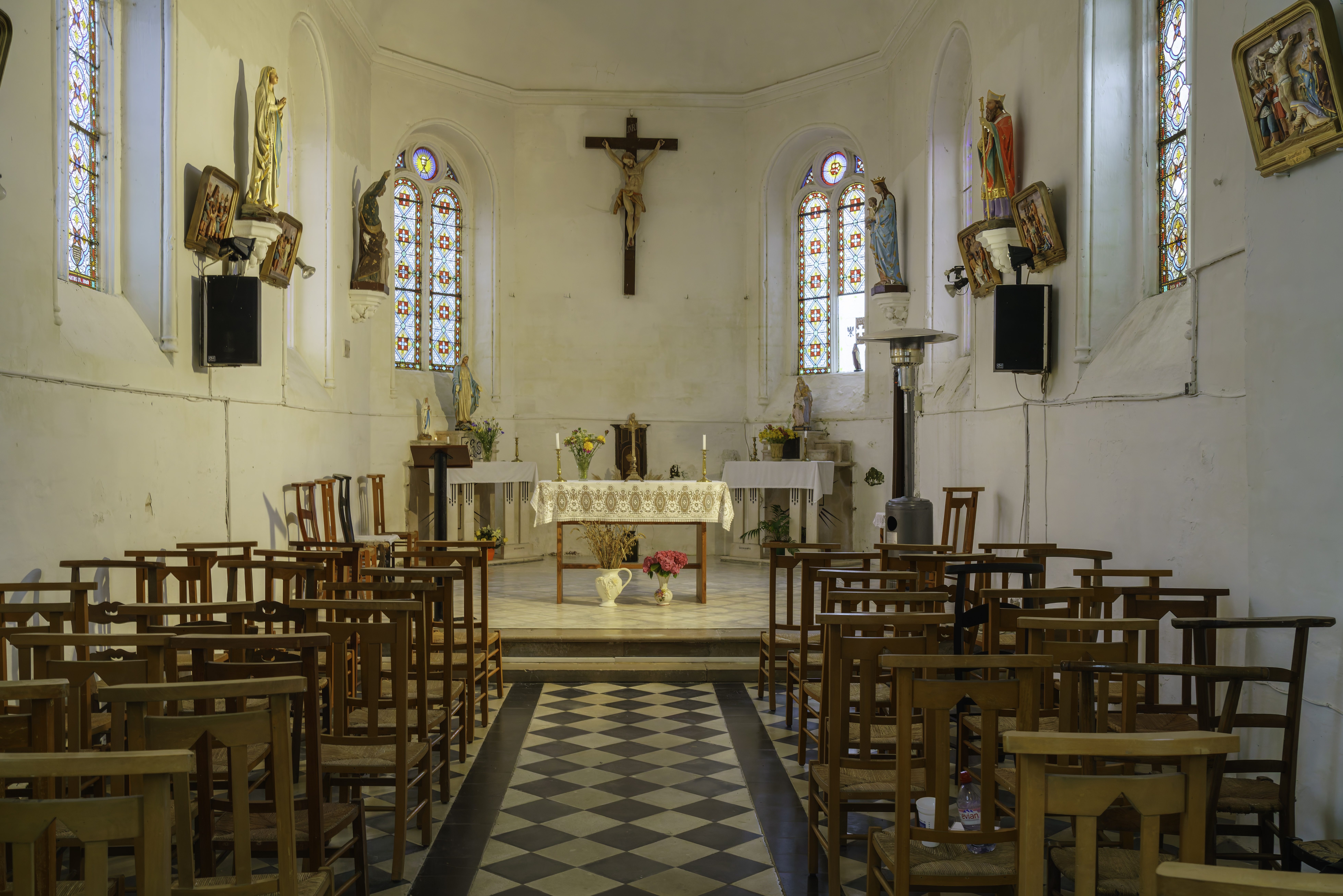
Nef et chœur.
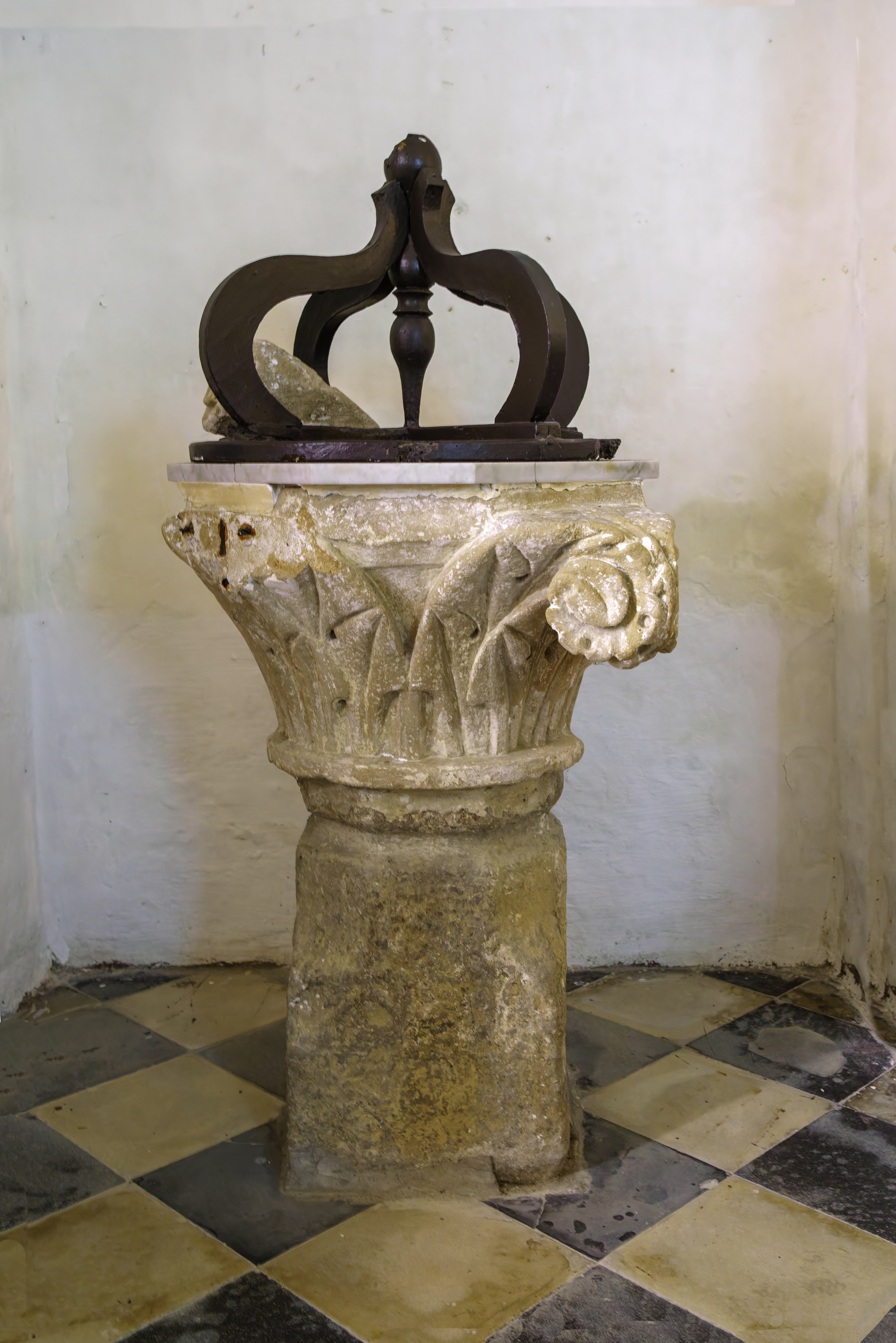
Fonts baptismaux du XIIe siècle[51].

- L'église Notre-Dame d'Énocq dotée d'un clocher-mur.

- Le monument aux morts[52].

### Héraldique
| Blason de Bréxent-Énocq | Blason  | Parti : au 1er de gueules à l'aigle d'argent, au 2e d'or à la croix ancrée de gueules. |
| Blason de Bréxent-Énocq | Détails | Dans le premier parti : armes des Blondel, anciens seigneurs de Bréxent, qui portaient «de sable à l'aigle d'or membrée et becquée de gueules» ; au second parti, les armes des De Courteville, seigneurs d'Énocq et d'Hodicq, aujourd'hui deux hameaux de Bréxent, qui portaient «d'or à la croix ancrée de gueules». Adopté par la municipalité. |

## Pour approfondir